# Serkan Erdoğan
Serkan Erdoğan (Amasya, 30 agosto 1978) è un allenatore di pallacanestro ed ex cestista turco.
Alto 190 cm, ricopriva il ruolo di guardia tiratrice.

## Carriera
Ha vestito le divise del TAU Cerámica in Spagna, del Tofaş Bursa, dell'Ülkerspor e dell'Efes Pilsen. Fa anche parte della Nazionale turca, con cui ha ottenuto il secondo posto al Campionato europeo 2001 disputato in casa.
Nell'aprile 2011 è stato sospeso dalla FIBA per due anni in seguito alla riscontrata positività al nandrolone.
Con la Turchia ha disputato i Campionati europei del 2005 e i Campionati mondiali del 2006.

## Palmarès
- Campionato turco: 3

Tofaş: 1998-99, 1999-2000
Ülkerspor: 2000-01
- Supercoppa spagnola: 2

Saski Baskonia: 2005, 2006
- Coppa di Turchia: 4

Tofaş: 1999-2000
Ülkerspor: 2002-03, 2003-04, 2004-05
- Copa del Rey: 1

Saski Baskonia: 2006